# 솔만자교
솔만자교 또는 사만자교(甩湾子橋, 영어: Shuaiwanzi broken bridge)는 북한 함경북도 경원군 훈융리(이북5도위원회 상 온성군 훈융면)와 중국 길림성 조선족 자치주 훈춘시 연안진 솔만자촌을 연결했던 다리이다. 현재 중국측 다리는 대부분 온전하나, 북한 측 다리 부분이 끊어져 있다. 다리의 이름은 훈춘시의 작은 동네인 솔만자에서 온 것이다. 북한에서는 이 다리를 공식적으로 어떻게 부르는지 알려진 바가 없다.
1938년에 일본제국에 의해서 완공되었으며, 1945년에 소련-일본 전쟁 당시 소련군의 남하를 저지하기 위해서 일본군이 1945년에 폭파시켰다.
솔만자교 옆에 솔만자 철교 또한 존재하였으나, 지금은 다리 자체는 없고 주춧돌만 남아있다.

2009년에 미국 기자 북한 억류 사건 당시 중국계 미국인 기자 로라 링과 한국계 미국인 기자 유나 리가 이곳에서 취재를 하다가 조선인민군에게 납치 및 억류를 당하였다.